# Melittacanthus
Melittacanthus, monotipični biljni rod iz porodice primogovki smješten u tribus Justicieae, dio potporodice Acanthoideae. Jedina vrsta je madagaskarski endem M. divaricatus u provincijama Antananarivo, Fianarantsoa i Toamasina Opisan je u Journal of Botany, British and Foreign 44: 217. 1906. 

## Opis
Polugrm sa cvjetovima roze boje.

## Varijeteti
- Melittacanthus divaricatus var. divaricatus
- Melittacanthus divaricatus var. minor Benoist